# العلاقات المكسيكية البولندية
العلاقات المكسيكية البولندية هي العلاقات الثنائية التي تجمع بين المكسيك وبولندا.

## مقارنة بين البلدين
هذه مقارنة عامة ومرجعية للدولتين:
| وجه المقارنة                                              | المكسيك                                                                               | بولندا                                                                             |
| --------------------------------------------------------- | ------------------------------------------------------------------------------------- | ---------------------------------------------------------------------------------- |
| المساحة (كم2)                                             | 1.97 مليون                                                                            | 312.68 ألف                                                                         |
| عدد السكان (نسمة)                                         | 130.53 مليون                                                                          | 38.43 مليون                                                                        |
| الكثافة السكانية (ن./كم²)                                 | 66.26                                                                                 | 122.91                                                                             |
| العاصمة                                                   | مدينة مكسيكو                                                                          | وارسو                                                                              |
| اللغة الرسمية                                             | اللغة الإسبانية                                                                       | اللغة البولندية                                                                    |
| العملة                                                    | بيزو مكسيكي                                                                           | زلوتي بولندي                                                                       |
| الناتج المحلي الإجمالي (بليون دولار)                      | 1.15 تريليون                                                                          | 524.51 مليار                                                                       |
| الناتج المحلي الإجمالي (تعادل القوة الشرائية) بليون دولار | 2.16 تريليون                                                                          | 1.02 تريليون                                                                       |
| الناتج المحلي الإجمالي الاسمي للفرد دولار أمريكي          | 9.01 ألف                                                                              | 12.55 ألف                                                                          |
| الناتج المحلي الإجمالي للفرد دولار أمريكي                 | 17.32 ألف                                                                             | 26.14 ألف                                                                          |
| مؤشر التنمية البشرية                                      | 0.756                                                                                 | 0.843                                                                              |
| رمز المكالمات الدولي                                      | +52                                                                                   | +48                                                                                |
| رمز الإنترنت                                              | .mx                                                                                   | .pl                                                                                |
| المنطقة الزمنية                                           | منطقة زمنية وسطى، المنطقة الزمنية الجبلية، زمن منطقة المحيط الهادئ، منطقة زمنية شرقية | توقيت وسط أوروبا، ت ع م+01:00، ت ع م+02:00، أوروبا/وارسو ‏، توقيت وسط أوروبا الصيفي |

## مدن متوأمة
في ما يلي قائمة باتفاقيات التوأمة بين مدن مكسيكية وبولندية:
- ترتبط مدينة بويبلا مع وودج باتفاقية توأمة منذ 2010.
- ترتبط غوادالاخارا مع كراكوف باتفاقية توأمة منذ 20 أكتوبر 1980.
- ترتبط تيخوانا مع سلوبيش باتفاقية توأمة منذ 1993.
- ترتبط سابوبان مع تشيستوخوفا باتفاقية توأمة.

## منظمات دولية مشتركة
يشترك البلدان في عضوية مجموعة من المنظمات الدولية، منها:
| علم المنظمة | اسم المنظمة                        | تاريخ انضمام المكسيك | تاريخ انضمام بولندا |
| ----------- | ---------------------------------- | -------------------- | ------------------- |
|             | وكالة ضمان الاستثمار متعدد الأطراف | 1 يوليو 2009         | 29 يونيو 1990       |
|             | منظمة التعاون الاقتصادي والتنمية   | ?                    | 22 نوفمبر 1996      |
|             | الأمم المتحدة                      | 7 نوفمبر 1945        | 24 أكتوبر 1945      |
|             | الفريق المعني برصد الأرض           | ?                    | ?                   |
|             | منظمة حظر الأسلحة الكيميائية       | ?                    | ?                   |
|             | منظمة التجارة العالمية             | 1995                 | 1 يوليو 1995        |
|             | منظمة الشرطة الجنائية الدولية      | ?                    | ?                   |
|             | مؤسسة التنمية الدولية              | 24 أبريل 1961        | 28 أكتوبر 1960      |
|             | يونسكو                             | 4 نوفمبر 1946        | 6 نوفمبر 1946       |
|             | الاتحاد البريدي العالمي            | ?                    | 1 مايو 1919         |
|             | البنك الدولي للإنشاء والتعمير      | 31 ديسمبر 1945       | 27 يونيو 1986       |
|             | المنظمة الهيدروغرافية الدولية      | ?                    | ?                   |
|             | الاتحاد الدولي للاتصالات           | 1 يوليو 1908         | 1921                |
|             | مؤسسة التمويل الدولية              | 20 يوليو 1956        | 29 ديسمبر 1987      |
|             | مجموعة أستراليا                    | 2013                 | 1994                |
|             | مجموعة الموردين النوويين           | ?                    | ?                   |

## أعلام
هذه قائمة لبعض الشخصيات التي تربطها علاقات بالبلدين:
- إلينا بونياتوسكا (صحفية مكسيكية، 19 مايو 1932[19][20][21] – )
- لودفيكا باليتا (ممثلة مكسيكية، 29 نوفمبر 1967 – )
- ليوناردو اغوستو (لاعب كرة قدم برازيلي، 18 أغسطس 1977[22] – )

## وصلات خارجية
- موقع وزارة الخارجية المكسيكية
- موقع وزارة الخارجية البولندية